# Bureau of Land Management
Bureau of Land Management är en myndighet inom USA:s inrikesdepartement vars syfte är att styra och förvalta mark ägd av USA:s federala statsmakt. Huvudkontoret för myndigheten ligger i Washington DC och de hanterar över 1,001,000 km2 mark. Myndigheten skapades 1946 av dåvarande presidenten Harry S. Truman genom att förena de två tidigare myndigheterna General Land Office och Grazing Service. Majoriteten av den mark som förvaltas av myndigheten ligger i de västra delarna av USA, såsom i delstaterna Nevada, Utah, Idaho och Oregon.   
Myndigheten har över 3 000 heltidsanställda brandmän som arbetar med att förhindra och bekämpa skogsbränder.